# Marie Bigot
Pour les articles homonymes, voir Bigot de Morogues, Bigot et Morogues (homonymie).
Marie Bigot de Morogues (née Marie Kiéné), née le 3 mars 1786 à Colmar et morte le 16 septembre 1820 à Paris, est une pianiste et compositrice française.

## Biographie
Marie Bigot naît à Colmar en 1786. Elle épouse Paul Bigot de Morogues en 1804 et réside à Vienne entre cette année et 1809, où elle rencontre notamment Joseph Haydn. Amie d'Antonio Salieri et de Ludwig van Beethoven, son mari est secrétaire-bibliothécaire du comte Andreï Razoumovski pour qui elle joue. Sa facilité de lecture à vue était étonnante. Elle interprète la Sonate « Appasionata » de Beethoven lorsque celui-ci lui fait connaître son manuscrit. Après l'impression, il lui offre un exemplaire avec autographe.
De retour à Paris, elle compose, donne des leçons et contribue à faire connaître la musique de Beethoven au public parisien. Sa maison devient l'un des principaux centres de la vie musicale de l'époque : Cherubini, Auber et Baillot fréquentent par exemple son salon. En 1816, elle donne des leçons de piano à Felix et Fanny Mendelssohn dont elle est très proche. 
Elle meurt âgée seulement de 34 ans, en 1820.

## Œuvre
Comme compositrice, on lui doit quelques œuvres pour son instrument, dont une sonate et plusieurs études pour piano.

## Hommage
- Une plaque commémorative est apposée sur sa maison natale à Colmar[5].